# Đội tuyển bóng đá quốc gia Đông Timor
Đội tuyển bóng đá quốc gia Đông Timor (tiếng Bồ Đào Nha: Seleção Timorense de Futebol) là đội tuyển bóng đá cấp quốc gia của Đông Timor do Liên đoàn bóng đá Đông Timor quản lý. Trên đấu trường quốc tế, Đông Timor chưa có thành công nào. Đông Timor gia nhập FIFA vào ngày 12 tháng 9 năm 2005.
Đội tuyển Đông Timor xuất hiện ở các giải đấu quốc tế lần đầu tiên vào tháng 3 năm 2003 ở vòng loại Cúp bóng đá châu Á 2004, thua Sri Lanka 2–3 và Trung Hoa Đài Bắc 0–3.
Đội tuyển Đông Timor đã 3 lần tham dự giải vô địch bóng đá Đông Nam Á là vào các năm 2004, 2018, 2020, tuy nhiên đều không vượt qua được vòng bảng. Đội cũng đã 1 lần tham dự Cúp bóng đá Đoàn kết AFC là vào năm 2016. Tại giải năm đó, đội chỉ có một trận hòa trước Nepal và một trận thua trước Brunei, do đó dừng bước ở vòng bảng.

## Thành tích quốc tế

### Giải vô địch bóng đá thế giới
| Năm           | Thành tích                                                              | Trận                                                                    | Thắng                                                                   | Hòa                                                                     | Thua                                                                    | Bàn thắng                                                               | Bàn thua                                                                |
| ------------- | ----------------------------------------------------------------------- | ----------------------------------------------------------------------- | ----------------------------------------------------------------------- | ----------------------------------------------------------------------- | ----------------------------------------------------------------------- | ----------------------------------------------------------------------- | ----------------------------------------------------------------------- |
| 1930 đến 1998 | Không tham dự, là thuộc địa của Bồ Đào Nha và là một phần của Indonesia | Không tham dự, là thuộc địa của Bồ Đào Nha và là một phần của Indonesia | Không tham dự, là thuộc địa của Bồ Đào Nha và là một phần của Indonesia | Không tham dự, là thuộc địa của Bồ Đào Nha và là một phần của Indonesia | Không tham dự, là thuộc địa của Bồ Đào Nha và là một phần của Indonesia | Không tham dự, là thuộc địa của Bồ Đào Nha và là một phần của Indonesia | Không tham dự, là thuộc địa của Bồ Đào Nha và là một phần của Indonesia |
| 2002          | Chưa phải là thành viên của FIFA                                        | Chưa phải là thành viên của FIFA                                        | Chưa phải là thành viên của FIFA                                        | Chưa phải là thành viên của FIFA                                        | Chưa phải là thành viên của FIFA                                        | Chưa phải là thành viên của FIFA                                        | Chưa phải là thành viên của FIFA                                        |
| 2006          | Không tham dự                                                           | Không tham dự                                                           | Không tham dự                                                           | Không tham dự                                                           | Không tham dự                                                           | Không tham dự                                                           | Không tham dự                                                           |
| 2010          | Không vượt qua vòng loại                                                | Không vượt qua vòng loại                                                | Không vượt qua vòng loại                                                | Không vượt qua vòng loại                                                | Không vượt qua vòng loại                                                | Không vượt qua vòng loại                                                | Không vượt qua vòng loại                                                |
| 2014          | Không vượt qua vòng loại                                                | Không vượt qua vòng loại                                                | Không vượt qua vòng loại                                                | Không vượt qua vòng loại                                                | Không vượt qua vòng loại                                                | Không vượt qua vòng loại                                                | Không vượt qua vòng loại                                                |
| 2018          | Không vượt qua vòng loại                                                | Không vượt qua vòng loại                                                | Không vượt qua vòng loại                                                | Không vượt qua vòng loại                                                | Không vượt qua vòng loại                                                | Không vượt qua vòng loại                                                | Không vượt qua vòng loại                                                |
| 2022          | Không vượt qua vòng loại                                                | Không vượt qua vòng loại                                                | Không vượt qua vòng loại                                                | Không vượt qua vòng loại                                                | Không vượt qua vòng loại                                                | Không vượt qua vòng loại                                                | Không vượt qua vòng loại                                                |
| 2026          | Không vượt qua vòng loại                                                | Không vượt qua vòng loại                                                | Không vượt qua vòng loại                                                | Không vượt qua vòng loại                                                | Không vượt qua vòng loại                                                | Không vượt qua vòng loại                                                | Không vượt qua vòng loại                                                |
| Tổng cộng     | .                                                                       | .                                                                       | .                                                                       | .                                                                       | .                                                                       | .                                                                       | .                                                                       |

### Cúp bóng đá châu Á
| Năm           | Thành tích                                                              | Trận                                                                    | Thắng                                                                   | Hòa                                                                     | Thua                                                                    | Bàn thắng                                                               | Bàn thua                                                                |
| ------------- | ----------------------------------------------------------------------- | ----------------------------------------------------------------------- | ----------------------------------------------------------------------- | ----------------------------------------------------------------------- | ----------------------------------------------------------------------- | ----------------------------------------------------------------------- | ----------------------------------------------------------------------- |
| 1956 đến 2000 | Không tham dự, là thuộc địa của Bồ Đào Nha và là một phần của Indonesia | Không tham dự, là thuộc địa của Bồ Đào Nha và là một phần của Indonesia | Không tham dự, là thuộc địa của Bồ Đào Nha và là một phần của Indonesia | Không tham dự, là thuộc địa của Bồ Đào Nha và là một phần của Indonesia | Không tham dự, là thuộc địa của Bồ Đào Nha và là một phần của Indonesia | Không tham dự, là thuộc địa của Bồ Đào Nha và là một phần của Indonesia | Không tham dự, là thuộc địa của Bồ Đào Nha và là một phần của Indonesia |
| 2004          | Không vượt qua vòng loại                                                | Không vượt qua vòng loại                                                | Không vượt qua vòng loại                                                | Không vượt qua vòng loại                                                | Không vượt qua vòng loại                                                | Không vượt qua vòng loại                                                | Không vượt qua vòng loại                                                |
| 2007          | Không tham dự                                                           | Không tham dự                                                           | Không tham dự                                                           | Không tham dự                                                           | Không tham dự                                                           | Không tham dự                                                           | Không tham dự                                                           |
| 2011          | Không tham dự                                                           | Không tham dự                                                           | Không tham dự                                                           | Không tham dự                                                           | Không tham dự                                                           | Không tham dự                                                           | Không tham dự                                                           |
| 2015          | Không tham dự                                                           | Không tham dự                                                           | Không tham dự                                                           | Không tham dự                                                           | Không tham dự                                                           | Không tham dự                                                           | Không tham dự                                                           |
| 2019          | Không vượt qua vòng loại                                                | Không vượt qua vòng loại                                                | Không vượt qua vòng loại                                                | Không vượt qua vòng loại                                                | Không vượt qua vòng loại                                                | Không vượt qua vòng loại                                                | Không vượt qua vòng loại                                                |
| 2023          | Không vượt qua vòng loại                                                | Không vượt qua vòng loại                                                | Không vượt qua vòng loại                                                | Không vượt qua vòng loại                                                | Không vượt qua vòng loại                                                | Không vượt qua vòng loại                                                | Không vượt qua vòng loại                                                |
| 2027          | Không vượt qua vòng loại                                                | Không vượt qua vòng loại                                                | Không vượt qua vòng loại                                                | Không vượt qua vòng loại                                                | Không vượt qua vòng loại                                                | Không vượt qua vòng loại                                                | Không vượt qua vòng loại                                                |
| Tổng cộng     | -                                                                       | -                                                                       | -                                                                       | -                                                                       | -                                                                       | -                                                                       | -                                                                       |

### Giải vô địch bóng đá Đông Nam Á
| Năm       | Thành tích                               | Trận                                     | Thắng                                    | Hòa                                      | Thua                                     | Bàn thắng                                | Bàn thua                                 |
| --------- | ---------------------------------------- | ---------------------------------------- | ---------------------------------------- | ---------------------------------------- | ---------------------------------------- | ---------------------------------------- | ---------------------------------------- |
| 1996      | Không tham dự, là một phần của Indonesia | Không tham dự, là một phần của Indonesia | Không tham dự, là một phần của Indonesia | Không tham dự, là một phần của Indonesia | Không tham dự, là một phần của Indonesia | Không tham dự, là một phần của Indonesia | Không tham dự, là một phần của Indonesia |
| 1998      | Không tham dự, là một phần của Indonesia | Không tham dự, là một phần của Indonesia | Không tham dự, là một phần của Indonesia | Không tham dự, là một phần của Indonesia | Không tham dự, là một phần của Indonesia | Không tham dự, là một phần của Indonesia | Không tham dự, là một phần của Indonesia |
| 2000      | Không tham dự, là một phần của Indonesia | Không tham dự, là một phần của Indonesia | Không tham dự, là một phần của Indonesia | Không tham dự, là một phần của Indonesia | Không tham dự, là một phần của Indonesia | Không tham dự, là một phần của Indonesia | Không tham dự, là một phần của Indonesia |
| 2002      | Không tham dự, là một phần của Indonesia | Không tham dự, là một phần của Indonesia | Không tham dự, là một phần của Indonesia | Không tham dự, là một phần của Indonesia | Không tham dự, là một phần của Indonesia | Không tham dự, là một phần của Indonesia | Không tham dự, là một phần của Indonesia |
| 2004      | Vòng bảng                                | 4                                        | 0                                        | 0                                        | 4                                        | 2                                        | 18                                       |
| 2007      | Không tham dự                            | Không tham dự                            | Không tham dự                            | Không tham dự                            | Không tham dự                            | Không tham dự                            | Không tham dự                            |
| 2008      | Không tham dự                            | Không tham dự                            | Không tham dự                            | Không tham dự                            | Không tham dự                            | Không tham dự                            | Không tham dự                            |
| 2010      | Không tham dự                            | Không tham dự                            | Không tham dự                            | Không tham dự                            | Không tham dự                            | Không tham dự                            | Không tham dự                            |
| 2012      | Không vượt qua vòng loại                 | Không vượt qua vòng loại                 | Không vượt qua vòng loại                 | Không vượt qua vòng loại                 | Không vượt qua vòng loại                 | Không vượt qua vòng loại                 | Không vượt qua vòng loại                 |
| 2014      | Không vượt qua vòng loại                 | Không vượt qua vòng loại                 | Không vượt qua vòng loại                 | Không vượt qua vòng loại                 | Không vượt qua vòng loại                 | Không vượt qua vòng loại                 | Không vượt qua vòng loại                 |
| 2016      | Không vượt qua vòng loại                 | Không vượt qua vòng loại                 | Không vượt qua vòng loại                 | Không vượt qua vòng loại                 | Không vượt qua vòng loại                 | Không vượt qua vòng loại                 | Không vượt qua vòng loại                 |
| 2018      | Vòng bảng                                | 4                                        | 0                                        | 0                                        | 4                                        | 4                                        | 19                                       |
| 2020      | Vòng bảng                                | 4                                        | 0                                        | 0                                        | 4                                        | 0                                        | 13                                       |
| 2022      | Không vượt qua vòng loại                 | Không vượt qua vòng loại                 | Không vượt qua vòng loại                 | Không vượt qua vòng loại                 | Không vượt qua vòng loại                 | Không vượt qua vòng loại                 | Không vượt qua vòng loại                 |
| 2024      | Vòng bảng                                | 3                                        | 0                                        | 0                                        | 3                                        | 2                                        | 16                                       |
| Tổng cộng | 3 lần vòng bảng                          | 12                                       | 0                                        | 0                                        | 12                                       | 6                                        | 49                                       |

### Cúp bóng đá Đoàn kết AFC
| Năm       | Thành tích      | Trận | Thắng | Hòa | Thua | Bàn thắng | Bàn thua |
| --------- | --------------- | ---- | ----- | --- | ---- | --------- | -------- |
| 2016      | Vòng bảng       | 2    | 0     | 1   | 1    | 0         | 4        |
| Tổng cộng | 1 lần vòng bảng | 2    | 0     | 1   | 1    | 0         | 4        |

### Cúp Challenge AFC
| Năm           | Thành tích    | Trận          | Thắng         | Hòa           | Thua          | Bàn thắng     | Bàn thua      |
| ------------- | ------------- | ------------- | ------------- | ------------- | ------------- | ------------- | ------------- |
| 2006 đến 2014 | Không tham dự | Không tham dự | Không tham dự | Không tham dự | Không tham dự | Không tham dự | Không tham dự |
| Tổng cộng     | .             | .             | .             | .             | .             | .             | .             |

## Cầu thủ

### Đội hình hiện tại
Đội hình sau khi hoàn thành Vòng loại Giải vô địch bóng đá ASEAN 2024.
Số liệu thống kê tính đến ngày 8 tháng 11 năm 2022, sau trận gặp Brunei.
| Số | VT | Cầu thủ                    | Ngày sinh (tuổi)  | Trận | Bàn | Câu lạc bộ           |
| -- | -- | -------------------------- | ----------------- | ---- | --- | -------------------- |
| 1  | TM | Georgino Mendonça          | 16 tháng 3, 2002  | 2    | 0   | Life FC              |
| 12 | TM | Natalino Soares            | 25 tháng 12, 2000 | 1    | 0   | Karketu Dili         |
| 20 | TM | Junildo Pereira            | 4 tháng 6, 2003   | 13   | 0   | Assalam              |
|    |    |                            |                   |      |     |                      |
| 2  | HV | Almerito                   | 24 tháng 9, 1993  | 1    | 0   | Assalam              |
| 4  | HV | Aniso Boavida              | 1 tháng 7, 2003   | 1    | 0   | Lica-Lica Lemorai    |
| 5  | HV | João Panji                 | 2 tháng 3, 2003   | 14   | 0   | Assalam              |
| 11 | HV | Zenivio                    | 22 tháng 4, 2005  | 11   | 1   | Tanjong Pagar United |
| 18 | HV | Sandro Quintão             | 1 tháng 1, 2003   | 1    | 0   | Emmanuel             |
| 19 | HV | Yohanes Gusmão             | 1 tháng 4, 2000   | 12   | 0   | Ponta Leste          |
| 22 | HV | Francisco da Costa         | 15 tháng 4, 1995  | 2    | 0   | Assalam              |
| 23 | HV | Anizo Correia (Đội trưởng) | 23 tháng 5, 2003  | 12   | 0   | Pyeongchang United   |
|    |    |                            |                   |      |     |                      |
| 3  | TV | José de Andrade            | 20 tháng 12, 1999 | 0    | 0   | Ponta Leste          |
| 6  | TV | Jhon Frith                 | 17 tháng 7, 2002  | 15   | 2   | ISI Dangkor Senchey  |
| 8  | TV | Claudio Osorio             | 26 tháng 9, 2002  | 4    | 0   | Unattached           |
| 14 | TV | Kornelis Nahak             | 12 tháng 1, 2001  | 6    | 0   | SLB Laulara          |
| 15 | TV | Santiago da Costa          | 13 tháng 4, 1999  | 5    | 0   | Lalenok United       |
| 16 | TV | Freteliano                 | 9 tháng 8, 2004   | 5    | 0   | Emmanuel             |
|    |    |                            |                   |      |     |                      |
| 7  | TĐ | Elias Mesquita             | 27 tháng 3, 2002  | 14   | 0   | Indera               |
| 9  | TĐ | Olagar Xavier              | 18 tháng 5, 2003  | 9    | 0   | Thimphu City         |
| 10 | TĐ | João Pedro                 | 24 tháng 6, 1998  | 17   | 5   | Angkor Tiger         |
| 13 | TĐ | Alexandro Bakhito          | 1 tháng 5, 2006   | 2    | 0   | SLB Laulara          |
| 17 | TĐ | Mário Quintão              | 18 tháng 2, 2004  | 6    | 0   | Emmanuel             |
| 21 | TĐ | Gali Freitas               | 31 tháng 12, 2004 | 13   | 2   | PSIS Semarang        |

Chú thích:
- = Rút lui do chấn thương
- PRE = Đội hình sơ bộ
- SUS = Bỏ cuộc
- RET = Đã chia tay đội tuyển quốc gia

## Các cầu thủ nổi tiếng
- Alfredo Esteves (Minnesota Thunder)
- Estelio De Araujo
- Francisco Lam
- Antonio Ximenes
- Emilio Da Silva
- Nelson Silva
- Paulo Gali